# Tadeusz Kowalski
Tadeusz Kowalski (31 de maig de 1894 - abril de 1940) va ser un oficial militar i esportista polonès, que va competir en patinatge artístic per parelles i en futbol.

## Biografia
Kowalski era un patinador de competició per parelles, amb Zofia Bilorówna. Van ser nou cops (1927-1935) campions nacionals de Polònia. Van guanyar la medalla de bronze al Campionat d'Europa de patinatge artístic de 1934. Va ser la primera medalla d'aquell esdeveniment per a Polònia. La seva classificació més alta als Campionats del Món de Patinatge Artístic va ser la 4a, que van aconseguir el 1934.
Kowalski també va ser futbolista. Entre 1912 i 1928, va jugar a l'equip Czarni Lwow. Va ser provat sense èxit per entrar a l'equip nacional de futbol de Polònia que estava previst que aparegués als Jocs Olímpics d'estiu de 1920, però la seva assistència es va cancel·lar a causa de l'esclat de la guerra polonesa-bolxevic.
Va ser oficial de l'exèrcit polonès, tinent d'artilleria, que va servir tant a la guerra polonesa-bolxevic com a la guerra defensiva de 1939 a l'inici de la Segona Guerra Mundial quan va ser capturat per la Unió Soviètica. Va ser assassinat a Kharkov durant la massacre de Katin, als 45 anys. El 2007, el ministre de Defensa polonès li va atorgar pòstumament el grau de major.

## Resultats destacats en competició de patinatge artístic per parelles
| Competició            | 1927 | 1928 | 1929 | 1930 | 1931 | 1932 | 1933 | 1934 | 1935 |
| --------------------- | ---- | ---- | ---- | ---- | ---- | ---- | ---- | ---- | ---- |
| Campionats del Món    |      |      |      |      |      |      |      | 4t   | 5è   |
| Campionat d'Europa    |      |      |      |      |      |      |      | 3r   |      |
| Campionats de Polònia | 1r   | 1r   | 1r   | 1r   | 1r   | 1r   | 1r   | 1r   | 1r   |